# Pixel 3
Pixel 3 und Pixel 3 XL sind zwei Smartphone-Modelle aus der Produktreihe Pixel des Herstellers Google. Das dritte Modell der Produktreihe und wurde am 9. Oktober 2018 in New York vorgestellt.
Beide Modelle sind in den Farben Just Black, Clearly White und Not Pink erschienen.

## Technische Daten
Das Pixel 3 hat einen von LG hergestellten OLED-Bildschirm mit 5,5 Zoll Diagonale und 2160 × 1080 Pixeln (Pixeldichte 443ppi). Der von Samsung produzierte Bildschirm des Pixel 3 XL hat 6,3 Zoll und 2960 × 1440 Pixel (523 ppi). Das kleinere Modell hat ein Format von 18:9, das größere aufgrund der „Notch“ ein Format von 18,5:9. Beide Geräte verwenden Gorilla Glas 5 und bieten HDR-Wiedergabe nach UHDA-Zertifizierung.
Beide Modelle besitzen identische 12,2-MP-Rückkameras sowie eine 8-MP-Dual-Frontkamera für den Weitwinkel- und Telebereich. Optische und elektronische Bildstabilisierung sowie Flickersensoren sind in beiden Modellen vorhanden. Die Rückkamera kann Videos mit 1080p mit bis zu 120 fps aufnehmen, mit 4K bis 30 fps.
Die Geräte basieren auf dem Qualcomm-Snapdragon-845-Chip und verwenden zusätzlich einen Titan-M-Chip, eine verkleinerte Variante von Googles Titan-Chips, die in Servern zum Einsatz kommen, um darauf sensible Daten sicher zu speichern.
Man kann beide Modelle mit 64 oder 128 GB Speicher kaufen, es gibt keinen Steckplatz für Speicherkarten, wie bei allen Pixel- und Nexus-Geräten von Google.
In beiden Modellen sind identische Stereo-Frontlautsprecher verbaut, es gibt auch eine Rauschunterdrückung.
Der Akku des Pixel 3 hat eine Kapazität von 2915 mAh, der des Pixel 3 XL 3430 mAh. Beide Modelle lassen sich über ein mitgeliefertes Kabel mit 18 W schnell aufladen. Außerdem kann man beide Smartphones über die Schnellladestation Pixel Stand kabellos aufladen. Berichten zufolge soll das Laden auf Stationen von anderen Herstellern nur gedrosselt funktionieren, bestätigt ist dies jedoch nicht.
Auf der Rückseite beider Modelle befindet sich ein Fingerabdrucksensor.

## Kamera
Die Kamera soll (Stand 2018) eine der besten Smartphone-Kameras sein. Hauptverantwortlich dafür ist die Software, die viele Bilder in der Nachbearbeitung erheblich verbessert. Außerdem bietet die Kamera folgende Sonderfunktionen:

### Top-Shot
Hier werden viele Bilder kurz nacheinander aufgenommen und das beste automatisch oder manuell ausgewählt, hilfreich etwa bei bewegten Objekten.

### Nachtsicht
Auch hier werden mehrere Bilder kurz nacheinander aufgenommen, um bei wenig Licht gute Ergebnisse zu erzielen. In mehreren Tests, darunter in dem der Computerbild (Ausgabe 1/2019) erreicht die Kamera dabei im Vergleich zu Smartphones wie dem Huawei Mate 20 Pro die besten Ergebnisse.

### Playground
Im Playground-Modus lassen sich virtuelle Figuren oder Gegenstände in die reale Umgebung einfügen. Zur Auswahl stehen neben Sportlern, Tieren oder Fahrzeugen auch bekannte Figuren aus Filmen und Comics.

## Besonderheiten
Google garantiert zwei Jahre lang neue Android-Versionen sowie ein weiteres Jahr Sicherheitskorrekturen.
Bis zum 31. Januar 2022 konnte man alle Fotos und Videos, die mit dem Pixel 3 (XL) gemacht wurden, kostenlos und in Originalqualität in Googles Cloud speichern.
Wer bis zum 31. Dezember 2018 ein Pixel 3 oder Pixel 3 XL gekauft hatte, erhielt sechs Monate lang kostenlos YouTube Music Premium.
Die Funktion Active Edge ermöglicht es, beim Zusammendrücken links und rechts den Google Assistant zu öffnen.
Beim Umdrehen des Smartphones auf den Bildschirm kann man den „Pssst“-Modus aktivieren, in dem man keine Benachrichtigungen mehr empfängt.
In den USA kann man mit dem „Screen Call“ Spam-Anrufe zu einer Art Anrufbeantworter weiterleiten. Dieser kann unter Nachfrage dem Anrufer weitere Fragen über den Anruf stellen. Die Funktion ist noch nicht in Deutschland möglich.
Für das Google Pixel 3a wird inoffiziell eine Installation mit Ubuntu Touch seitens der Organisation UBports angeboten.

## Preis
Zum Verkaufsstart startete das Pixel 3 mit 64 GB bei 845 € und das Pixel 3 XL bei 945 €. Eine Erweiterung des Speichers auf 128 GB kostet bei beiden Modellen 100 € mehr.

## Google Pixel 3a und 3a XL
Seit Mai 2019 sind zwei Varianten des Pixel 3 für das Mittelklasse-Segment erhältlich. Hierbei handelt es sich um das Google Pixel 3a und 3a XL.
Im Vergleich zum Pixel 3 gibt es einige Einschränkungen, die dem niedrigeren Preis (je nach Anbieter ca. 300–400 €) geschuldet sind:
- Keine drahtlose Aufladung möglich
- Nicht wasserdicht
- Keine zweite Weitwinkel-Frontkamera vorhanden
- Es ist der weniger leistungsstarke Snapdragon-670-Chipsatz verbaut.